# Оксентюк Іван Євтухович
Іван Євтухович Оксентюк (нар. 16 лютого 1930, Головне) — український радянський архітектор.

## Біографія
Народився 16 лютого 1930 року в селищі міського типу Головному (тепер Любомльського району Волинської області). 1956 року закінчив інженерно-будівельний факультет Львівськогой політехнічного інституту.
З 1956 по 1960 рік працював інженером проектної контори «Укрзахідвугілля» у місті Сокаль, у 1960—1968 роках — головним архітектором Дрогобича, з 1968 по 1973 рік — заступником головного архітектора Львівської області, з 1973 по 1986 рік — директором Львівської філії інституту «УкрНДІгіпросільгосп», з 1986 по 1990 рік — головним архітектором «Львівагропроекту». Одночасно з 1972 по 1974 рік викладав на курсах підвищення кваліфікації Львівського політехнічного інституту.
Вніс значний особистий внесок у проектування і здійснення в натурі проектів у селі Вузловому Радехівського району, а також у селах Отиневичах Жидачівського району, Задвір'я Буського району, П'ятничанах, Голобутові, Лисовичах Стрийського району Львівської області.
Лауреат Державної премії УРСР імені Т. Г. Шевченка (за 1986 рік; разом з  А. М. Шуляром, В. С. Марченком, В. П. Скуратовським (архітекторами), Й. С. Парубочим (агрономом-озеленювачем), В. М. Карплюком (будівельником) за архітектуру села  Вузлового Радехівського району Львівської області).